# Kaio Felipe Gonçalves
Kaio Felipe Gonçalves (født 6. juli 1987) er en japansk fodboldspiller.